# Astra 2B
Astra 2B luxemburgi kommunikációs műhold.

## Küldetés
A műhold biztosítja a teljes körű televíziós műsorszóró szolgáltatást, beleértve a HDTV és más fejlett audiovizuális és a széles sávú szolgáltatásokat. Szolgáltatást Európában, Közel-Keleten, Afrikában és a Nyugat-Ázsiában végez.

## Jellemzői
Gyártotta a EADS Astrium (francia), üzemeltette a Société Européenne des Satellites-Astra (SES Astra) Európa műhold üzemeltető magáncége. Társműholdja a GE 7 (General Electric) (amerikai).
Megnevezései:  COSPAR:2000-054A; SATCAT kódja: 26494.
2000. szeptember 14-én a Guyana Űrközpontból, az ELA-3. számú indítóállványról egy Ariane–5 (5G V130) hordozórakétával állították közepes magasságú Föld körüli pályára (MEO = Medium Earth Orbit). Az orbitális pályája 1435,96 perces, 0,04° hajlásszögű, Geoszinkron pálya perigeuma 35 765 kilométer, az apogeuma 35 803 kilométer volt.
Alakja prizma, méretei 2,8×1,7×2,5 méter, tömege 3315 kilogramm. Szolgálati idejét 15 évre tervezték. Három tengelyesen stabilizált (Nap-Föld érzékeny) űreszköz. 66 televíziós csatorna, valamint videó és internet szolgáltatást végez. Telemetriai szolgáltatását antennák segítik. Információ lejátszó KU-sávos, 30 (24 aktív+6 tartalék) transzponder biztosította Európa lefedettségét. Az űreszközhöz napelemeket rögzítettek (kinyitva 32,3 méter; 7,8 kW), éjszakai (földárnyék) energia ellátását újratölthető kémiai akkumulátorok biztosították. A stabilitás és a pályaelemek elősegítése érdekében (monopropilén hidrazin) gázfúvókákkal felszerelt.